# Ману (национальный парк)
Ману́ (исп. Parque Nacional del Manú) — национальный парк в Перу.
Парк был организован в 1973 году на территории регионов Мадре-де-Диос и Куско, а в 1987 году был признан объектом Всемирного наследия ЮНЕСКО.
Площадь Ману — 19 098 км², из них национальный парк занимает 15 328 км², остальное — резервная зона. Основная часть территории — амазонские леса, но некоторая часть находится в Андах на высоте до 4200 м.
В Ману обитает большое количество видов флоры и фауны. На его территории найдено более 15 тысяч видов растений и около тысячи видов птиц (более десятой части всех видов птиц и примерно в 1,5 раза больше, чем в России). На территории парка охраняется популяция инкской жабы — эндемика Перу.